# Turva (Schiff)
Die Turva ist ein Hochsee-Patrouillenboot des finnischen Grenzschutzes. Es ist die größte schwimmende Einheit des finnischen Grenzschutzes und das erste Behördenschiff des Landes, das mit Flüssigerdgas (LNG) betrieben wird.

## Bau und Einsatz
Das Küstenwachschiff wurde in Zusammenarbeit mit Deltamarin entworfen und unter der Baunummer 1385 auf der Werft STX Finland in Rauma gebaut. Die Kiellegung fand am 25. Februar 2013, der Stapellauf am 2. August 2013 statt. Die Fertigstellung des Schiffes erfolge am 23. Juni 2014. Es ist das größte Schiff, das jemals vom finnischen Grenzschutz in Auftrag gegeben wurde.
Die Hauptaufgaben des Patrouillenschiffs sind die Überwachung der offenen See und der finnischen Küstengewässern. Das Schiff verfügt über ein Cassidian TRS-3D-Radar und umfangreiche Befehls- und Kontrollsysteme, die es dem Schiff ermöglichen, als Leitstand für große Rettungsaktionen sowohl der Luft- als auch der Seerettung zu dienen. Das Schiff ist seit 2014 im Einsatz.
2021 wurde an Bord der Antrieb mit Bioflüssiggas getestet.

## Technische Daten und Ausstattung
Das Schiff verfügt über einen kombinierten Antrieb aus einem diesel-/gasmechanischem und einem diesel-/gaselektrischen Antrieb, die in zwei getrennten Maschinenräumen untergebracht sind. Der diesel-/gasmechanische Antrieb besteht aus einem Zwölfzylinder-Dual-Fuel-Motor des Typs Wärtsilä 12V34DF mit 6400 kW Leistung, der über ein Getriebe auf einen Verstellpropeller wirkt. Der diesel-/gaselektrische Antrieb besteht aus zwei von Sechszylinder-Dual-Fuel-Dieselmotoren des Typs Wärtsilä 6L34DF mit jeweils 3000 kW Leistung angetriebenen Generatoren, die unter anderem die Energie für zwei Elektromotoren in zwei Propellergondeln mit Verstellpropeller erzeugen. Weiterhin steht für die Stromerzeugung an Bord ein von dem Antriebsmotor des Typs Wärtsilä 12V34DF angetriebener Wellengenerator zur Verfügung, der im Falle eines Ausfalls der von den beiden Wärtsilä-6L34DF-Motoren angetriebenen Generatoren auch für die Stromerzeugung für die elektrischen Antriebsmotoren dient. Ohne die Propellergondeln ist das Schiff nicht steuerbar, da der vom Wärtsilä-12V34DF-Motor angetriebene Propeller kein Ruder hat. Der Notgenerator wird von einem MAN-Dieselmotor angetrieben. Das Schiff ist mit einem Bugstrahlruder und einer herausfahrbaren Propellergondel als weiteres Querstrahlruder im Bugbereich ausgestattet und mit einem System zur dynamischen Positionierung versehen (DP2).
Das Küstenwachschiff ist mit zwei Beibooten ausgerüstet, die unter anderem zum Transport von Schiffsinspektionsteams dienen. Auf dem Helideck können die Eurocopter AS332 Super Puma des Grenzschutzes landen. Der Pfahlzug des Schiffes beträgt 100 Tonnen. Der Schiffsrumpf ist eisverstärkt. Das Fahrzeug hat im Regelfall eine Besatzung von 30 Personen.